# 223
Évszázadok: 2. század – 3. század – 4. század
Évtizedek: 170-es évek – 180-as évek – 190-es évek – 200-as évek – 210-es évek – 220-as évek – 230-as évek – 240-es évek – 250-es évek – 260-as évek – 270-es évek
Évek: 218 – 219 – 220 – 221 –  222 – 223 – 224 – 225 – 226 – 227 – 228

## Események

### Római Birodalom
- Lucius Marius Maximus Perpetuus Aurelianust és Lucius Roscius Aelianus Paculus Salvius Iulianust választják consulnak.
- Három napig tartó zavargások Rómában, a tömeg összecsap a praetoriánus gárdával; ennek során felgyújtanak egy színházat. A praetoriánusok Severus Alexander császár szeme láttára meggyilkolják vezetőjüket, Domitius Ulpianust, akit azóta gyűlölnek, hogy az előző császár idejében megnyirbálta jogosultságaikat (más vélemények szerint szerint Ulpianust 228-ban ölték meg).

### Kína
- Cao Pi, Vej császára megtámadja előző évben önállósodott volt vazallusát, Szun Csüant, de támadását visszaverik.
- Meghal Liu Pej, Su Han császára. Utóda 16 éves fia, Liu San, akit kancellárja Zsu-ko Liang támogat tanácsaival. Szövetséget kötnek Szun Csüannal a mindkettejüket fenyegető Cao Pi ellen és Liu San feleségül veszi egyik minisztere húgát, Csangot.

## Halálozások
- Domitius Ulpianus, római jogász (vagy 228-ban)
- Liu Pej, kínai hadúr, majd Su Han állam császára
- Cao Zsen, kínai hadvezér

## Fordítás
- Ez a szócikk részben vagy egészben  a(z)   223 című francia Wikipédia-szócikk ezen változatának fordításán alapul.  Az eredeti cikk szerkesztőit annak laptörténete sorolja fel. Ez a jelzés csupán a megfogalmazás eredetét és a szerzői jogokat jelzi, nem szolgál a cikkben szereplő információk forrásmegjelöléseként.